# Rosine Ntsa Assouga
Rosine Ntsa Assouga (ur. 25 sierpnia 1998) – kameruńska zapaśniczka walcząca w stylu wolnym. Brązowa medalistka igrzysk afrykańskich w 2023 i ósma w 2019. Wicemistrzyni Afryki w 2024. Siódma na igrzyskach frankofońskich w 2023. Mistrzyni Afryki juniorów w 2018 i druga w 2015 roku. 